# Llista d'empreses comercialitzadores d'energia elèctrica dels Països Catalans
Llista d'empreses comercialitzadores d'energia elèctrica amb seu als Països Catalans.
| Denominació o raó social                                                    | Població                 | Lloc web                                                                          |
| --------------------------------------------------------------------------- | ------------------------ | --------------------------------------------------------------------------------- |
| Aayum Companyia Catalana Subministradora d'Energia                          | Vic                      | http://www.aayum.com/ Arxivat 2012-07-06 a Wayback Machine.                       |
| AE3000 Agent Comercialitzador                                               | Mollerussa               | http://www.ae3000ac.com/ Arxivat 2011-02-05 a Wayback Machine.                    |
| Agente del Mercado Eléctrico                                                | Barcelona                | http://www.aesa.net/ Arxivat 2009-05-02 a Wayback Machine.                        |
| Agri-Energia                                                                | Banyoles                 | http://www.agrienergia.com/                                                       |
| Alpapat                                                                     | Barcelona                |                                                                                   |
| Aquí Energia                                                                | Reus                     | http://www.aquienergia.com/                                                       |
| Aracán Energía                                                              | Barcelona                |                                                                                   |
| Atel Energía                                                                | Barcelona                | http://www.alpiq.es/                                                              |
| Audax Energía                                                               | Badalona                 | http://www.audaxenergia.com/ Arxivat 2010-12-25 a Wayback Machine.                |
| Aura Energía                                                                | Sant Joan Despí          | http://www.aura-energia.com/                                                      |
| Barcelona Energia                                                           | Barcelona                | https://www.barcelonaenergia.cat/                                                 |
| Bassols Energia Comercial                                                   | Olot                     | http://www.bassolsenergia.com/                                                    |
| BonÀrea Energia                                                             | Guissona                 | https://www.bonarea-energia.com/                                                  |
| Cateneribas                                                                 | Terrassa                 |                                                                                   |
| Catgas Energia                                                              | Santa Coloma de Gramenet | http://www.catgas.cat/                                                            |
| Comercializadora Electrica de Meliana                                       | Meliana                  | http://electricameliana.ecsocial.com/ Arxivat 2011-11-04 a Wayback Machine.       |
| Comercializadora Lersa                                                      | Ripoll                   | http://www.lersaenergia.com/                                                      |
| Compañía Escandinava de Electricidad en España                              | Barcelona                | http://www.companiadeenergia.es/ Arxivat 2020-08-07 a Wayback Machine.            |
| Constellation Energy Commodities Group Limited                              | Barcelona                | http://www.constellation.com/                                                     |
| Cooperativa Eléctrica Benéfica San Francisco de Asís                        | Crevillent               | http://www.enercoop.es/                                                           |
| Cooperativa Elèctrica de Castellar                                          | València                 | http://coopelectricacastellar.ecsocial.com/ Arxivat 2011-05-02 a Wayback Machine. |
| Cooperativa Valenciana Electrodristribuidora de Fuerza y Alumbrado Serrallo | Grau de Castelló         |                                                                                   |
| Distribuïdora Elèctrica d'Albatàrrec                                        | Albatàrrec               |                                                                                   |
| Distribuïdora Elèctrica de Montoliu                                         | Montoliu de Lleida       |                                                                                   |
| DREUE Electric                                                              | Paterna                  |                                                                                   |
| Electra Avellana Comercial                                                  | Cornellà del Terri       | http://www.electraavellana.com/                                                   |
| Electra Caldense Energia                                                    | Caldes de Montbui        | http://www.electracaldense.com/                                                   |
| Electra del Cardener Energia                                                | Solsona                  | http://www.ecardener.com/                                                         |
| Electra Energia                                                             | Castelló de la Plana     | http://www.electradelmaestrazgo.com/                                              |
| Electracomercial Centelles                                                  | Centelles                | http://www.electradis.cat/ Arxivat 2009-05-30 a Wayback Machine.                  |
| Electrica Algimia de Alfara                                                 | Algímia de la Baronia    |                                                                                   |
| Electrica de Guadassuar                                                     | Guadassuar               | http://electricaguadassuar.ecsocial.com/ Arxivat 2011-07-11 a Wayback Machine.    |
| Elèctrica de Guixés                                                         | Sant Llorenç de Morunys  | http://www.electricaguixes.com/                                                   |
| Elèctrica de Montsec                                                        | Àger                     |                                                                                   |
| Eléctrica de Meliana                                                        | Meliana                  |                                                                                   |
| Elèctrica de Vinalesa                                                       | Vinalesa                 | http://www.coop-vinalesa.com/ Arxivat 2011-02-08 a Wayback Machine.               |
| Eléctrica Nuriel                                                            | Vidreres                 |                                                                                   |
| Electrica Serosense                                                         | Lleida                   | http://www.serosense.com/                                                         |
| Electrica Sollerense                                                        | Sóller                   | http://www.electricasollerense.es/                                                |
| Electrica Vaquer Energia                                                    | Ripoll                   |                                                                                   |
| Elèctrica Municipal de Santa Coloma de Queralt                              | Santa Coloma de Queralt  |                                                                                   |
| Elèctrica Salas de Pallars                                                  | Salàs de Pallars         |                                                                                   |
| Elèctrica Sudanell                                                          | Sudanell                 |                                                                                   |
| Eléctricas Hidrobesora                                                      | La Torre d'en Besora     | http://www.electricashidrobesora.com/                                             |
| Electrodistribuidora de Fuerza y Alumbrado Casablanca                       | Almenara                 |                                                                                   |
| Elecval, Comercializadora Valenciana de Electricidad                        | València                 | http://www.elecval.es/ Arxivat 2011-03-15 a Wayback Machine.                      |
| Empresa Municipal de Distribución de Energía Electrica de Almenar           | Almenar                  |                                                                                   |
| Empresa Municipal de Energía Electrica Torres de Segre                      | Torres de Segre          |                                                                                   |
| Estabanell y Pahisa Energía                                                 | Granollers               | http://www.estabanell.cat/                                                        |
| Factor Energía                                                              | Barcelona                | http://www.factorenergia.cat/%5BEnllaç+no+actiu%5D                                |
| Fluido Eléctrico Museros                                                    | Museros                  |                                                                                   |
| Forces Elèctriques d'Andorra                                                | Encamp                   | http://www.feda.ad/                                                               |
| GEM Suministro de Gas 3                                                     | Barcelona                |                                                                                   |
| Global3 Energia Comercializadora                                            | Lleida                   | http://www.g3e.net/                                                               |
| Hidroelectrica del Valira                                                   | La Seu d'Urgell          | http://www.peusa.es/ Arxivat 2009-05-22 a Wayback Machine.                        |
| Hola Luz                                                                    | Barcelona                | http://www.holaluz.com/                                                           |
| La Union Electro Industrial                                                 | Crevillent               |                                                                                   |
| Llum d'Aín                                                                  | Aín                      |                                                                                   |
| Lucera                                                                      | València                 | https://lucera.es/                                                                |
| Mallorquina de Energías                                                     | Palma                    |                                                                                   |
| Mútua Elèctrica                                                             | Sant Julià de Lòria      | http://www.mutuaelectrica.com/                                                    |
| Nexus Energía                                                               | Barcelona                | http://www.nexusenergia.cat/%5BEnllaç+no+actiu%5D                                 |
| Orus Energía                                                                | Badalona                 | http://www.orusenergia.com/ Arxivat 2011-02-02 a Wayback Machine.                 |
| OVO Energy                                                                  | Barcelona                | https://www.ovoenergy.es/                                                         |
| Respira Energia                                                             | Barcelona                | http://www.respiraenergia.com                                                     |
| Sampol Ingeniería y Obras                                                   | Palma                    | http://www.sampol.com/                                                            |
| Societat Municipal de Distribució Elèctrica de Llavorsí                     | Llavorsí                 |                                                                                   |
| Societat Municipal de Distribució Elèctrica de Tírvia                       | Tírvia                   |                                                                                   |
| Som Energia                                                                 | Girona                   | http://www.somenergia.coop/                                                       |
| Suministros Especiales Alginetenses                                         | Alginet                  | http://www.electricadealginet.com/                                                |
| Talarn Distribució Municipal Elèctrica                                      | Talarn                   |                                                                                   |
| Gana Energía                                                                | València                 | https://ganaenergia.com/                                                          |
| Becquel                                                                     | Alcarràs                 | https://becquel.com/                                                              |
| TarifasDeLuz                                                                | Alcarràs                 | https://www.tarifasdeluz.eu/                                                      |